# Ondřej Pinkava
Ondřej Pinkava es un deportista checo que compitió en piragüismo en la modalidad de eslalon. Ganó una medalla de oro en el Campeonato Europeo de Piragüismo en Eslalon de 2004, en la prueba de C1 por equipos.

## Palmarés internacional
| Campeonato Europeo | Campeonato Europeo | Campeonato Europeo | Campeonato Europeo |
| Año                | Lugar              | Medalla            | Competición        |
| ------------------ | ------------------ | ------------------ | ------------------ |
| 2004               | Skopie (Macedonia) | Medalla de oro     | C1 por equipos     |